# キングダム ハーツ メロディ オブ メモリー
『キングダム ハーツ メロディ オブ メモリー』（KINGDOM HEARTS Melody of Memory、略称：MoM、KHMoM）は、スクウェア・エニックスより2020年11月11日に発売されたPlayStation 4、Nintendo Switch、Xbox One用ゲームソフト。2021年3月30日にはPC版が発売された。

## 概要
ウォルト・ディズニー社とスクウェア・エニックスとのコラボレーション作品である『キングダム ハーツ シリーズ』の一作。シリーズでは初のリズムアクションゲームとなる。開発は『シアトリズム ファイナルファンタジー』や『シアトリズム ドラゴンクエスト』を開発したインディーズゼロで、カットシーンやアニメーション、SEの制作などに『KHIII』のスタッフも協力している。
3機種のマルチプラットフォームでの発売であり、KHシリーズとしては初の任天堂の据え置きゲーム機での発売となった。また、これまで主に任天堂のゲーム機で開発をしてきたインディーズゼロにとってもPS4とXB1での開発は初めてとなった。
当初は『シアトリズム キングダム ハーツ』とする案もあったが、ディレクターの野村哲也から「もっと『KH』らしいものを」という提案があり、『シアトリズム』のノウハウを活かしながらも『シアトリズム』とは異なるアクション要素の大きい3Dゲームとして制作された。
ストーリーは『KHIIIリマインド』の続きとなるが、従来のように直接冒険するのではなくシリーズヒロインのカイリが自身の記憶を辿っているという設定であり、ゲームを進める中でこれまでのシリーズのストーリーの振り返りができるようになっている。野村はシリーズ未経験のプレイヤーにもお勧めしたいと話している。一方、本作そのものの導入部的なイベント、用語集や人物紹介などの詳細な資料は存在せず、基本的にストーリーイベントは特定の地点まで進むと見られる簡易的なシリーズダイジェストのみである。本作の明確なストーリーは最終ステージからようやく描かれる。
また、Switch版において2021年10月19日以降は任天堂の対戦アクションゲーム『大乱闘スマッシュブラザーズ SPECIAL』との連動要素があり、『スマブラSP』で有料追加ファイターの「ソラ」を使用可能にし、かつNintendo Switch本体に本作のセーブデータが記録されていると『Dearly Beloved -Swing Version-』が『スマブラSP』内で対戦などのBGMとして使用可能となる。

## ゲーム内容
BGMに合わせて敵や音符が出現し、タイミングよくボタンを入力していくことでゲームが進行していく。ボタン入力時の評価は二種類のEXCELLENT（虹・黄）、GOOD、MISSの4段階評価となり、MISSでHPが減少し、HPが無くなるとゲームオーバーとなる。パーティにはレベルがあり、同じパーティを使用することでレベルアップすることでステータスが強くなるとゲームオーバーになりにくくなる。また、ステージクリア報酬では経験値のほか、合成素材やミュージアムで鑑賞できるコレクションカードが入手できる。
難易度は「ビギナー」・「スタンダード」・「プラウド」の3種類から選択できる。
アイテム合成やアイテム使用など、原作に由来した要素も多く実装されている。

### ステージバリエーション
FIELD BATTLE（フィールドバトル）
一般的なステージ。パーティキャラクターたちは五線譜のスタッフレーンを自動的に直進し、タイミングよくボタン入力することで進路上のエネミーを撃破したり、攻撃を回避しながら進めていく。例外として、グライドターゲットや樽・木箱等の障害物出現時、気絶した大型の敵が接近したタイミングでMISSしてもHPは減少しない。
MEMORY DIVE（メモリーダイブ）
過去シリーズの思い出の映像とBGMと共にターゲットを入力していくステージ。ホールドターゲットや、スティックで入力するスライドターゲットなど、フィールドバトルにはないターゲットが出現する。
BOSS BATTLE（ボスバトル）
KHシリーズに登場したボスキャラクターと戦うステージ。基本的なルールはメモリーダイブとほぼ同じで、画面左上から流れてくるターゲットを右下のラインに合ったタイミングで入力していく。途中、ボスのスペシャルアタックが発動する前のタイミングで紫に光るターゲットが出現するハザードゾーンが出現し、入力を多く成功することで回避できる。

### モード
ワールドトリップ
本作におけるメインシナリオモード。様々な世界を回ることで新たなムービーや楽曲が解放されていく。ムービーではこれまでのシリーズの話を振り返ることができる。
ミュージックセレクト
解放した楽曲を自由にプレイできるモード。基本的な操作のノーマルスタイルの他、同時押しを含む全ての操作が一つのボタンで可能になるワンボタンスタイル、通常よりも多くのボタン入力が要求されるパフォーマースタイルの3スタイルから選択してプレイできる。
バーサスモード
他のプレイヤーまたはCOMとプレイする対戦モード。オンライン対戦も可能。多くのターゲットを入力することでトリックゲージが上昇し、最大になると相手の入力を阻害する様々な効果を発生させることができる。曲が終了した時点で点数の高いプレイヤーが勝者となる。
ミュージアム
集めたコレクションカードやムービー、BGMを観賞するモード。収集要素として、コレクションカードは集めることでゲームを有利に進められる様々なサポートパワーが発動する。

### パーティ
本作のプレイヤーキャラクター。OLIGINALとKING MICKEY以外のパーティはゲームを進めることで解放されていく。
OLIGINAL
ソラ、ドナルド、グーフィーのパーティ。最初から使用可能。
DAYS
ロクサス、シオン、アクセルのパーティ。
BBS
アクア、ヴェントゥス、テラのパーティ。
DDD
リクと2体のスピリット（ワンダニャン、コウモリバット）のパーティ。
KING MICKEY
王様。アイテム「キングスコール」を使用することで4人目のパーティキャラクターとして登場する。